# セリア・バルキン
セリア・バルキン・アロサメナ（Celia Barquín Arozamena、1996年7月6日 - 2018年9月17日）は、スペイン・カンタブリア州出身の女子アマチュアゴルファー。2018年7月にはヨーロッパ女子アマチュアゴルフ選手権で優勝するなど将来を嘱望される選手だったが、9月17日にはゴルフ場でホームレスの男に殺害された。

## 経歴
セベ・バレステロスと同じスペインのカンタブリア州に生まれ、マドリードのオルテガ・イ・ガセット中等学校で教育を受けた。スペインのスポーツ省が運営する強化プログラムの一環で2年間にわたってアメリカ合衆国に留学し、その後アメリカ合衆国に移住した。2014年にアイオワ州立大学に入学し、2018年には同大学の年間最優秀女子スポーツ選手に選ばれている。
2015年と2016年にはスペイン代表としてヨーロッパ国別対抗女子ゴルフ選手権に出場し、2015年には3位に、2016年には2位になっている。2018年6月には全米女子オープンの予選を突破したが、本戦では予選落ちに終わった。7月にはスロバキアで開催されたヨーロッパ女子アマチュアゴルフ選手権に出場し、2位に1ストローク差をつけて優勝した。この大会の3回戦ではコースレコードとなる63打で回った。
アイオワ州立大学の最終学年では土木工学の学位を得て卒業した。2018年9月17日、大学があるアイオワ州エイムズのゴルフ場で死去しているところを発見され、22歳のホームレスの男が殺人容疑で逮捕された。首や頭には刺し傷があった。ニューヨーク・タイムズによるとこの男には前科があり、仲間のホームレスに「女性を強姦（レイプ）して殺したい衝動に駆られる」と語ったことがあるという。なお、バルキンが強姦（レイプ）されていたかどうか警察は明確な言及を行っていない。